# Bartosz Rudyk
Bartosz Rudyk (Wrocław, 18 september 1998) is een Pools baan- en wegwielrenner die anno 2024 rijdt bij de Poolse wielerploeg Monogo Lubelskie Perła Polski.

## Carrière
Rudyk zegevierde in de Bosnische wielerwedstrijd Belgrado-Banjaluka in 2023 in de vierde etappe. Hij liet in de massasprint van deze etappe de Italiaan Lorenzo Conforti achter zich. In datzelfde jaar won Rudyk de vierde etappe in de Ronde van Mazovië, in het eindklassement moest hij Oded Kogut voor zich laten. Amper een week later won hij de Poolse wielerwedstrijd Puchar MON voor de Roemeen Eduard-Michael Grosu. In 2023 reed hij bij Voster ATS Team, voor het seizoen van 2024 maakte hij de overstap naar ATT Investments. Na een seizoen ging hij rijden bij het Poolse Monogo Lubelskie Perła Polski.
Op de baan is hij veelal succesvol op de Poolse kampioenschappen.

## Palmares

### Op de baan
| Jaar     | PK                          | EK                    | WK       | Overige  |          |
| Beloften | Beloften                    | Beloften              | Beloften | Beloften | Beloften |
| -------- | --------------------------- | --------------------- | -------- | -------- | -------- |
| 2017     |                             | ploegenachtervolging  |          |          |          |
| 2018     |                             |                       |          |          |          |
| 2019     |                             |                       |          |          |          |
| 2020     |                             | scratch · koppelkoers |          |          |          |
| Elite    |                             |                       |          |          |          |
| 2017     | achtervolging · koppelkoers |                       |          |          |          |
| 2018     | koppelkoers · puntenkoers   |                       |          |          |          |
| 2019     |                             |                       |          |          |          |
| 2020     | sprint                      |                       |          |          |          |
| 2021     | achtervolging · scratch     |                       |          |          |          |
| 2022     |                             |                       |          |          |          |
| 2023     | puntenkoers                 |                       |          |          |          |

### Op de weg
2016
4e etappe La Coupe du Président de la Ville de Grudziadz
2023
1e etappe Belgrado-Banjaluka
4e etappe Ronde van Mazovië
Puchar MON
2024
5e etappe Ronde van Griekenland
Puntenklassement Ronde van Griekenland
2e etappe Ronde van Mazovië
2025
Grand Prix Apollon Temple

## Ploegen
- 2020 –  Wibatech Merx 7R
- 2022 –  Santic-Wibatech
- 2023 –  Voster ATS Team
- 2024 –  ATT Investments
- 2025 –  Monogo Lubelskie Perła Polski